# Hans-Jörg Criens
Hans-Jörg Criens (ur. 18 grudnia 1960 w Neuss, zm. 26 grudnia 2019) – niemiecki piłkarz,
Podczas kariery występował na pozycji środkowego napastnika. Był wychowankiem zespołu VfR Neuss. W latach 1981–1993 występował w zespole Borussia Mönchengladbach. W Bundeslidze rozegrał 290 meczów, zdobywając 92 gole. 

## Po zakończeniu kariery
Po zakończeniu kariery był trenerem w niższych ligach. Pracował jako przedstawiciel handlowy i kierowca. Zmarł na skutek zawału serca.